# Tripleurospermum inodorum
La camomilla senza odore (nome scientifico  Tripleurospermum inodorum   (L.) Sch.Bip., 1844) è una specie di pianta angiosperma dicotiledone della famiglia delle Asteraceae (sottofamiglia Asteroideae, tribù Anthemideae (Eurasian grade) e sottotribù Anthemidinae).

## Etimologia
Il nome del genere deriva da tre parole della lingua greca antica: "treis" (= tre), "pleura o pleuron" (= costola o coste) e "sperma" (= seme), e fa riferimento alla particolare struttura degli acheni. L'epiteto specifico (inodorum) indica una particolare caratteristica di questa specie (pianta senza profumo).
Il nome scientifico della specie è stato definito dai botanici Carl Linnaeus (1707-1778) e Carl Heinrich Schultz (1805-1867) nella pubblicazione " Ueber die Tanaceteen...Haardt" (Tanaceteen 32) del 1844.

## Descrizione

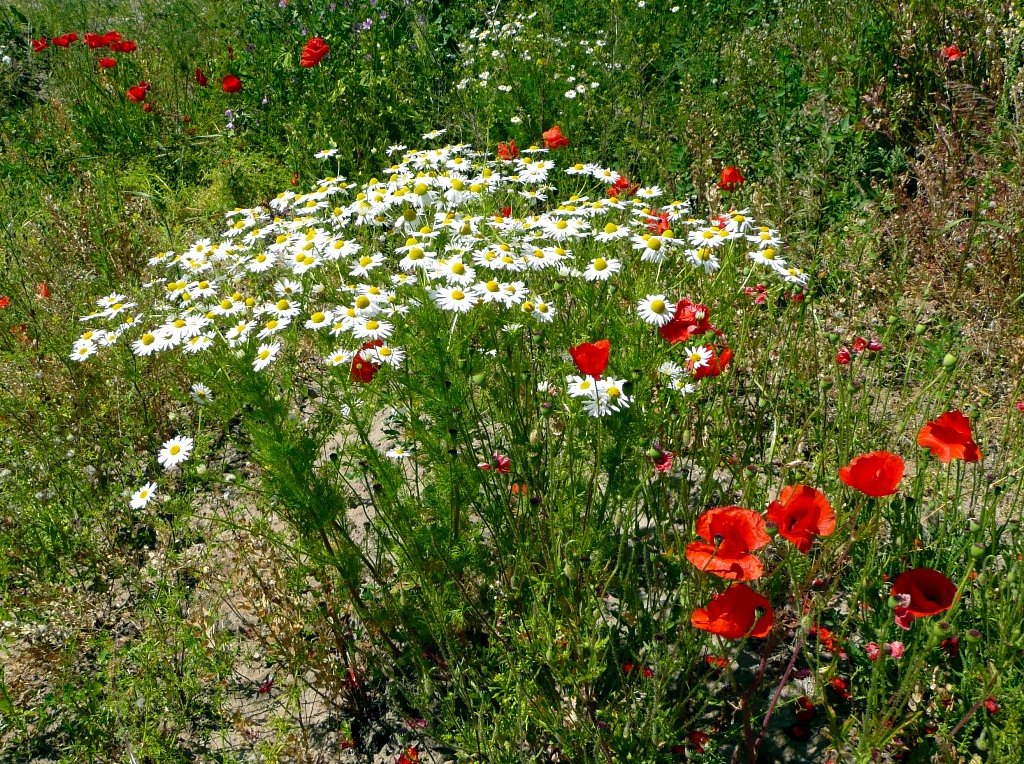
Il portamento

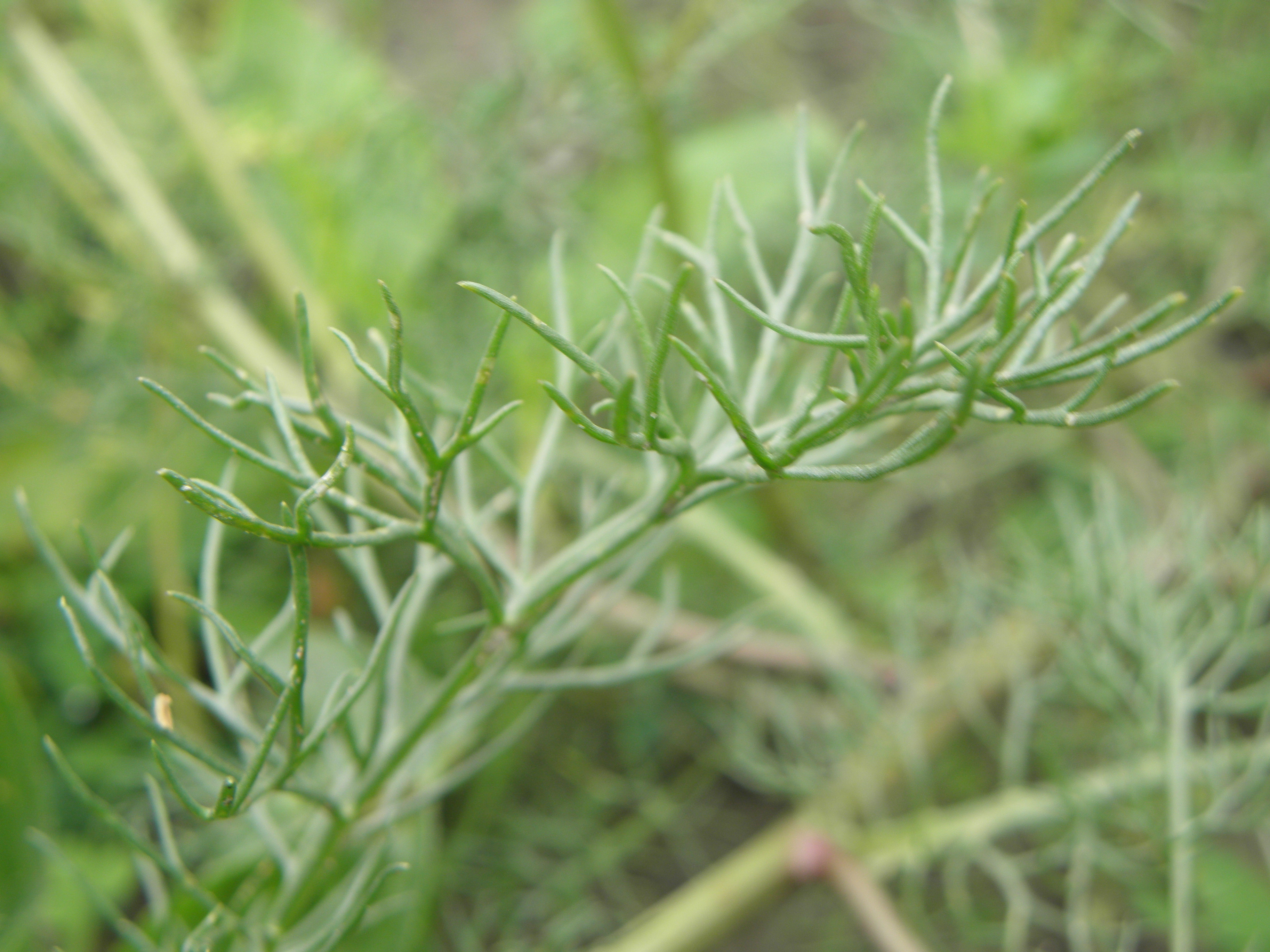
Le foglie

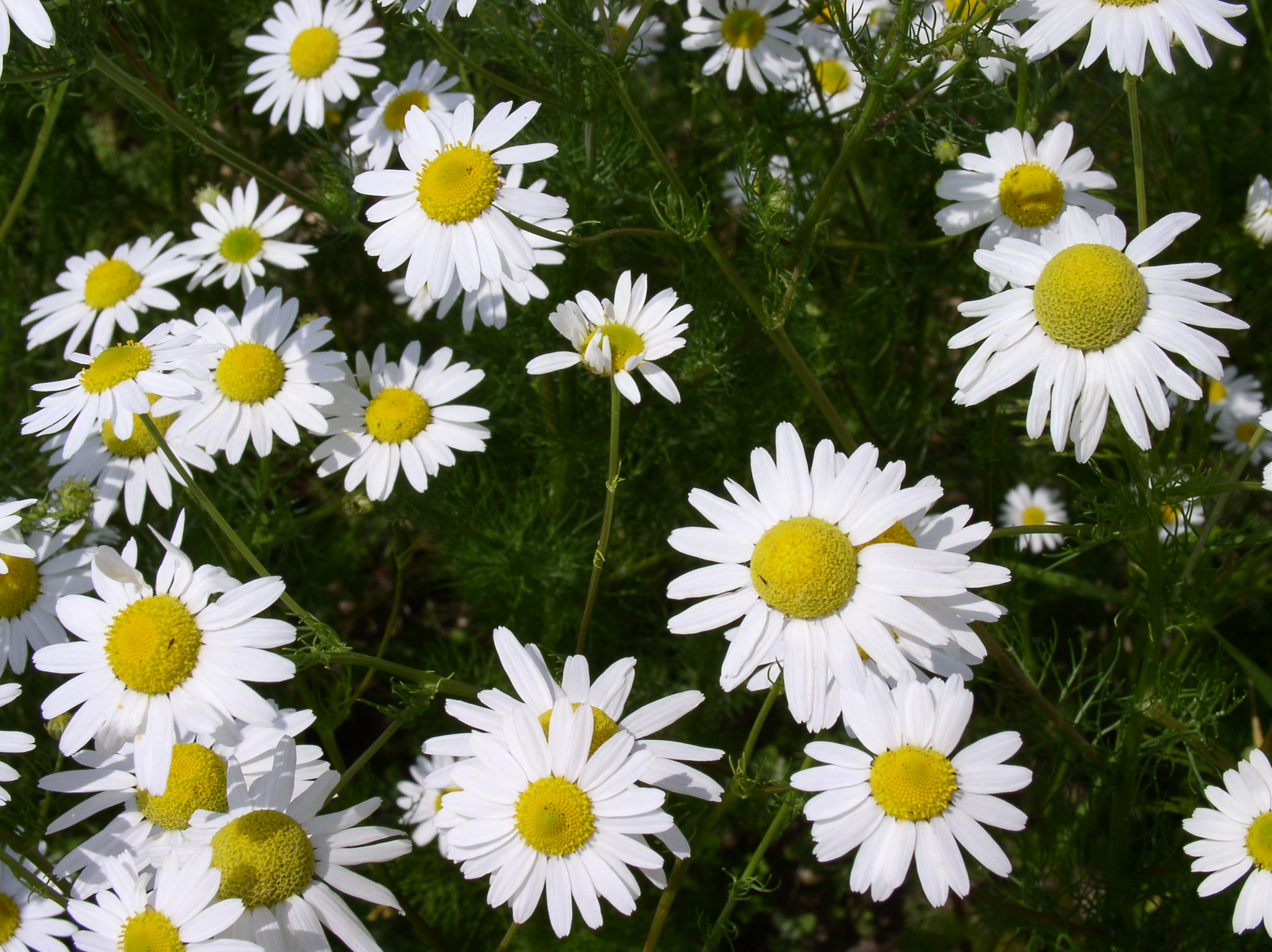
Infiorescenza

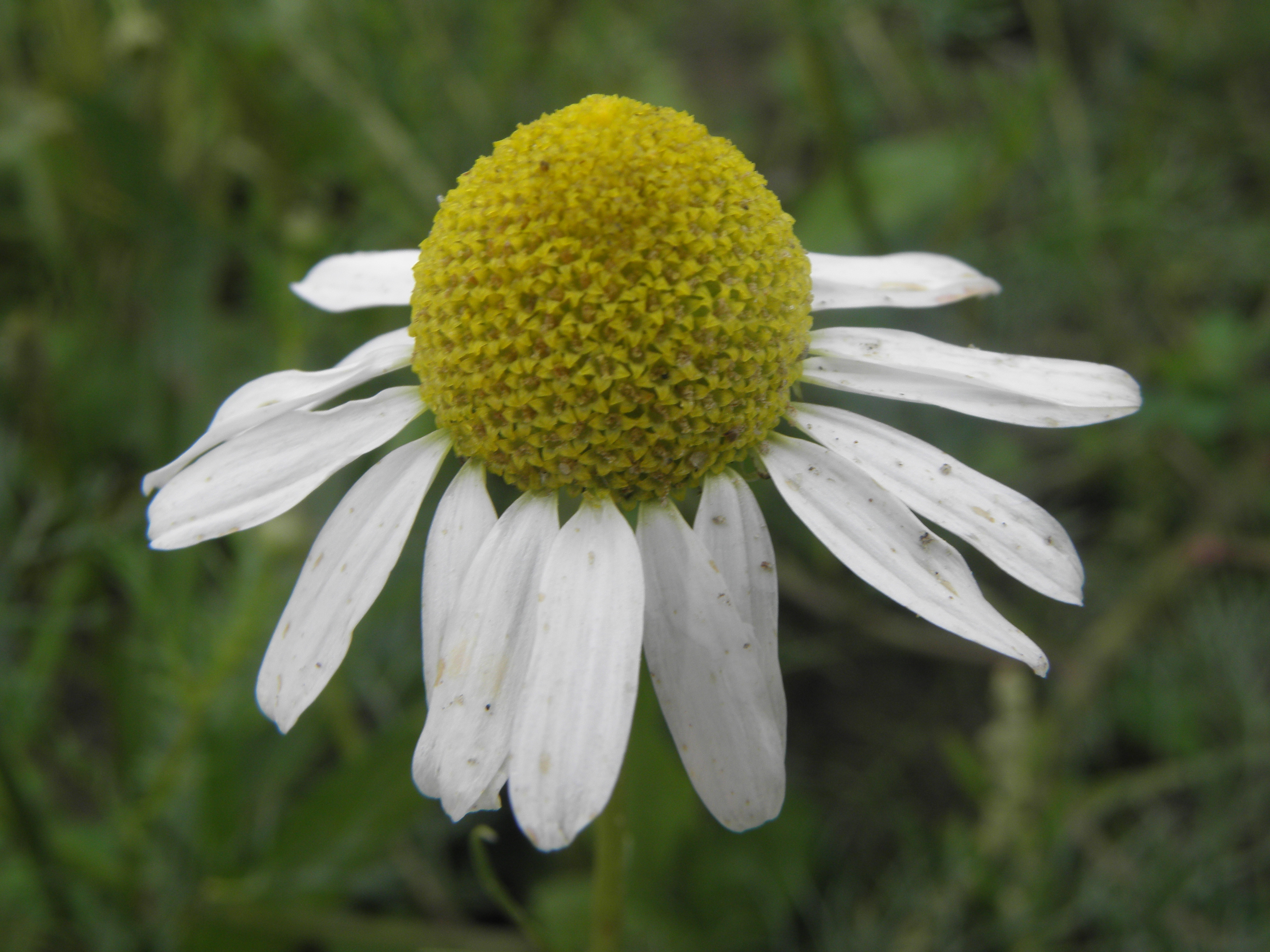
I fiori

Portamento. La specie di questa voce è annuale con habitus erbaceo. La forma biologica è terofita scaposa (T scap), ossia in generale sono piante erbacee che differiscono dalle altre forme biologiche poiché, essendo annuali, superano la stagione avversa sotto forma di seme e sono munite di asse fiorale eretto e spesso privo di foglie. Ma sono possibili anche altre forme biologiche come emicriptofita bienne (H bienn). L'indumento può essere assente o formato da peli basifissi. Queste piante sono inodori.
Fusto. La parte aerea, con uno stelo per pianta, in genere è eretta ascendente o procombente, semplice o ramosa. La superficie può essere glabra o scarsamente pelosa (peli basifissi). Le radici sono fittonanti. Altezza media: 3 - 7 dm.
Foglie. Le foglie lungo il fusto sono disposte in modo alterno, picciolate o sessili. La lamina ha un contorno lanceolato ed è di tipo 2-3-pennatosetta. I lobi sono ridotti a lacinie lineari con apici apicolati. Le lacinie sono scanalate nella parte inferiore.
Infiorescenza. Le sinflorescenze comprendono sia capolini solitari che raggruppati (da 10 a 200) in corimbi più o meno densi. Le infiorescenze vere e proprie sono composte da un capolino terminale di tipo sia radiato. La struttura dei capolini è quella tipica delle Asteraceae: un peduncolo, con 1 - 2 brattee lineari, sorregge un involucro, con forme da emisferiche a coppa, composto da diverse brattee, al cui interno un ricettacolo fa da base ai fiori di due tipi: fiori del raggio e fiori del disco. Le brattee, ampie o strette e a consistenza erbacea (brune o nere e scariose sui margini), sono disposte in modo più o meno embricato su più serie (da 2 a 5). Il ricettacolo, conico, è sprovvisto di pagliette avvolgenti la base dei fiori. Dimensione dei capolini: 1,5 - 4 cm.
Fiori.  I fiori sono tetra-ciclici (formati cioè da 4 verticilli: calice – corolla – androceo – gineceo) e pentameri (calice e corolla formati da 5 elementi). Si distinguono in:
- fiori del raggio (esterni): da 10 a 25 per capolino, sono femminili, fertili e disposti su una sola serie; la forma è ligulata (zigomorfa); a volte possono mancare o essere sterili o neutri;
- fiori del disco (centrali): sono più numerosi con forme brevemente tubulose (attinomorfe); sono ermafroditi fertili.

- Formula fiorale:

*/x K {\displaystyle \infty }, [C (5), A (5)], G 2 (infero), achenio
- Calice: i sepali del calice sono ridotti ad una coroncina di squame.

- Corolla:

- fiori del raggio: la forma della corolla alla base è più o meno tubulosa-imbutiforme (a volte pelosa), mentre all'apice è ligulata; la ligula può terminare con alcuni denti; il colore è bianco; lunghezza delle ligule: 10 - 20 mm;
- fiori del disco: la forma è tubulare-cilindrica bruscamente divaricata (con forme strettamente campanulate) in 5 lobi; i lobi, patenti o eretti, hanno una forma deltata o più o meno lanceolata ed hanno delle sacche di resina; il colore può essere giallo o raramente verdastro.

- Androceo: l'androceo è formato da 5 stami (alternati ai lobi della corolla) sorretti da filamenti generalmente liberi; gli stami sono connati e formano un manicotto circondante lo stilo. Le antere possono essere sia di tipo basifisso che mediofisso. Il tessuto dell'endotecio non è polarizzato. Il polline è sferico con un diametro medio di circa 25 micron;  è tricolporato (con tre aperture sia di tipo a fessura che tipo isodiametrica o poro) ed è echinato (con punte sporgenti).

- Gineceo: l'ovario è infero uniloculare formato da 2 carpelli. Lo stilo (il recettore del polline) è profondamente bifido (con due stigmi divergenti) e con le linee stigmatiche marginali separate o contigue. I due bracci dello stilo hanno una forma troncata e possono essere papillosi o ricoperti da ciuffi di peli.

- Antesi: da maggio a ottobre.

Frutti.  I frutti sono degli acheni con pappo (a volte il pappo può mancare). La sezione degli acheni si presenta triquetra: hanno 3 distinte coste e 2 fossette nettarifere. La superficie è rugosa. Il pappo di solito è formato da una piccola coppa di squame (auricolate) oppure è assente. Il pericarpo può contenere delle cellule mucillaginifere, mentre le sacche di resina sono generalmente due. Dimensione degli acheni: 2 mm,

## Biologia
Impollinazione: tramite insetti (impollinazione entomogama tramite farfalle diurne e notturne).

Riproduzione: la fecondazione avviene fondamentalmente tramite l'impollinazione dei fiori.

Dispersione: i semi cadono a terra e vengono dispersi soprattutto da insetti come formiche (disseminazione mirmecoria). Un altro tipo di dispersione è zoocoria: gli uncini delle brattee dell'involucro (se presenti) si agganciano ai peli degli animali di passaggio che portano così i semi anche su lunghe distanze. Inoltre per merito del pappo (se presente) il vento può trasportare i semi anche per alcuni chilometri (disseminazione anemocora).

## Distribuzione e habitat

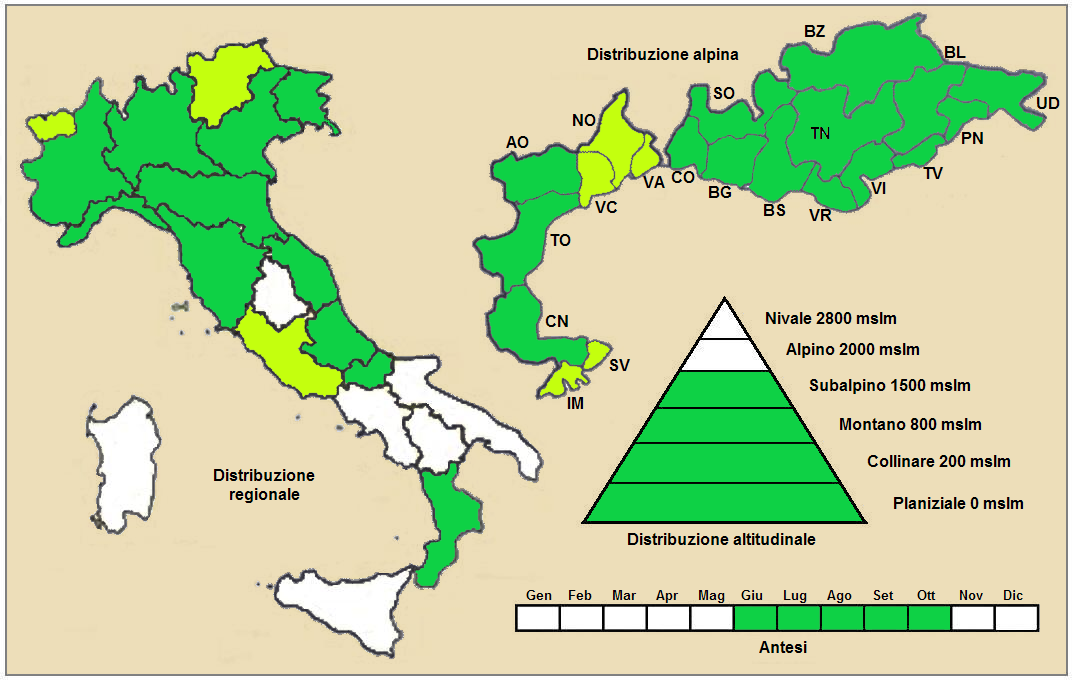
Distribuzione della pianta (Distribuzione regionale – Distribuzione alpina)

Geoelemento: il tipo corologico (area di origine) è  Nord Europeo / Cosmopolita.
Distribuzione: in Italia questa specie si trova ovunque ma raramente. Nelle Alpi è presente in tutti in settori. Fuori dall'Italia, sempre nelle Alpi, questa specie si trova in Francia, Svizzera, Austria e Slovenia. Sugli altri rilievi collegati alle Alpi è presente nella Foresta Nera, Massiccio del Giura, Massiccio Centrale, Monti Balcani e Carpazi. Altrove si trova in Eurasia (nell'America del Nord è introdotta e naturalizzata).
Habitat: l'habitat tipico per queste piante sono gli incolti, i sentieri e orti. Il substrato preferito è calcareo ma anche siliceo con pH neutro, alti valori nutrizionali del terreno che deve essere mediamente umido. 
Distribuzione altitudinale: sui rilievi alpini, in Italia, queste piante si possono trovare fino a 1200 m s.l.m.; nelle Alpi frequentano quindi i seguenti piani vegetazionali: collinare, montano e quello subalpino (oltre a quello planiziale). 

## Fitosociologia

### Areale alpino
Dal punto di vista fitosociologico alpino la specie di questa voce appartiene alla seguente comunità vegetale:
Formazione: comunità terofiche pioniere nitrofile
Classe: Stellarietea mediae

### Areale italiano
Per l'areale completo italiano la sottospecie di questa voce appartiene alla seguente comunità vegetale:
Macrotipologia: vegetazione erbacea sinantropica, ruderale e megaforbieti
Classe: Stellarietea mediae Tuxen, Lohmeyer & Preising ex von Rochow, 1951
Sub-Classe: Stellarienea mediae
Ordine: Solano nigri-Polygonetalia convolvuli (Sissingh in Westhoff, Dijk, Passchier & Sissingh 1946) O. Bolòs, 1962
Alleanza: Veronico agrestis-Euphorbion peplus Sissingh ex Passarge, 1964
Descrizione. L'alleanza Veronico agrestis-Euphorbion peplus è relativa alle comunità terofitiche, su suoli fertili (limosi o argillosi) e ricchi in sostanza organica, generalmente nelle colture orticole e dei vigneti (è quindi una comunità infestante). La distribuzione di questa alleanza è eurosiberiana. In Italia questa alleanza è presente in Veneto in due diverse serie di vegetazione: quella dell'alta Pianura Padana orientale e quella della prealpina orientale collinare.
Specie presenti nell'associazione: Allium vineale, Calendula arvensis, Euphorbia peplus, Fumaria officinalis, Heliotropium europaeum, Geranium rotundifolium, Mercurialis annua, Muscari racemosus, Amaranthus retroflexus, Chenopodium album, Chenopodium hybridum, Echinochloa crus-galli, Euphorbia helioscopia, Solanum nigrum, Sonchus arvensis, Sonchus asper, Thlaspi arvense, Tripleurospermum inodorum, Veronica persica, Sonchus oleraceus, Fallopia convolvulus, Anagallis arvensis, Stellaria media, Capsella bursa-pastoris, Amaranthus powellii, Galinsoga parviflora, Lamium purpureum, Sinapis arvensis.

## Sistematica
La famiglia di appartenenza di questa voce (Asteraceae o Compositae, nomen conservandum) probabilmente originaria del Sud America, è la più numerosa del mondo vegetale, comprende oltre 23.000 specie distribuite su 1.535 generi, oppure 22.750 specie e 1.530 generi secondo altre fonti (una delle checklist più aggiornata elenca fino a 1.679 generi). La famiglia attualmente (2021) è divisa in 16 sottofamiglie; la sottofamiglia Asteroideae è una di queste e rappresenta l'evoluzione più recente di tutta la famiglia.

### Filogenesi
Il gruppo di questa voce è descritto nella tribù Anthemideae, una delle 21 tribù della sottofamiglia Asteroideae). In base alle ultime ricerche nella tribù sono stati individuati (provvisoriamente) 4 principali lignaggi (o cladi): "Southern hemisphere grade", "Asian-southern African grade", "Eurasian grade" e "Mediterranean clade". Il genere Tripleurospermum (insieme alla sottotribù Anthemidinae) è incluso nel clade Eurasian grade. Nella struttura interna della sottotribù si individuano due cladi. Il genere di questa voce fa parte del clade comprendente i generi Anthemis, Nananthea e  Cota .
I caratteri distintivi della specie  Tripleurospermum inodorum  sono:
- il ricettacolo è pieno, privo di cavità;
- gli acheni hanno 3 coste.

Il numero cromosomico delle specie di questa voce è: 2n = 18 e 36 (specie diploidi e tetraploidi).

### Sinonimi
Sono elencati alcuni sinonimi per questa entità:
- Tripleurospermum maritimum subsp. inodorum (L.) Appleq.
- Matricaria inodora  L.
- Matricaria perforata  Mérat